# Musculus obliquus superior bulbi

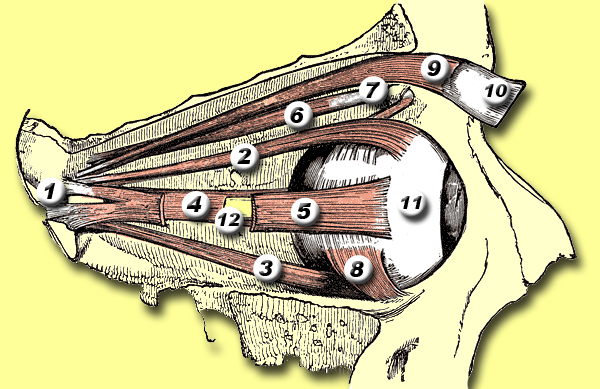
A szemmozgató izmok (A 6-os számú)

A musculus obliquus superior bulbi egy izom az ember szeménél.

## Eredés, tapadás, elhelyezkedés
Több helyről ered. Az egyik az annulus tendineus communisról ered a trochlea musculi obliqui superioris bulbin keresztül fut, ami egy járatnak fogható fel és végül a szem postereotemporális felszínén tapad. A másik eredési pont a foramen optica felett és a musculus rectus superior eredési pontja mellett van. Ez a rész a homlokcsont (os frontale) fovea trochlearis nevű részén és a szemgolyón tapad.

## Funkció
Fő funkciója a forgatás. Másodlagos funkciója a távolítás és a süllyesztés (tehát a szemet kifelé és lefelé forgatja). Mechanikai hatása összetett, de az egyenes izmokkal szemben rendellenességei gyakran klinikailag nem egyértelműek.

## Beidegzés, vérellátás
A nervus trochlearis idegzi be. Az arteria ophthalmica és az arteria supraorbitalis látja el vérrel.

## Klinikai jelentőség
Traumája a zárt feji trauma gyakori komplikációja. A szalag rugalmatlansága korlátozhatja relaxatióját, ez a Brown-szindróma tünete, és megnehezíti a szem adduktált pozícióban történő megemelését.
Kongenitális hiánya összefügghet a strabismusszal.